# Пайков, Валерий Лазаревич
Вале́рий Ла́заревич Пайко́в — поэт, журналист, доктор медицинских наук, профессор.

## Биография
Родился в Днепропетровске в 1939 году. В годы войны жил в Узбекистане. C 1946 года — в Днепропетровске. В 1956 году окончил среднюю школу № 100. Учёба в техникуме, работа на криворожском ЮГОКе сцепщиком вагонов, служба в частях ВВС Балтфлота.
По окончании армейской службы поступил в Военно-медицинскую академию (Ленинград), откуда перевёлся в Ленинградский педиатрический институт. Защитил кандидатскую и докторскую диссертацию, прошёл путь от клинического ординатора до заведующего кафедрой педиатрии Санкт-Петербургской медицинской академии им. Мечникова. Работал главным детским гастроэнтерологом Комитета по здравоохранению Петербурга.
В 1990-х годах редактировал приложение «Медицинский курьер» к еженедельнику «Невский вестник».
Пайков — автор пяти монографий, двух сборников научных работ по проблемам детской гастроэнтерологии, двухсот публикаций в отечественной и зарубежной периодике. Участник первого Европейского конгресса педиатров в Париже, десятого Всемирного конгресса педиатров в Амстердаме, одиннадцатого Всемирного конгресса гастроэнтерологов в Лос-Анджелесе, международных научных конференций по проблемам педиатрии и гастроэнтерологии в разных городах мира.
С 2000 года живёт в Израиле. Здесь занимается публицистикой. В русскоязычной прессе (газеты «Новости недели», «Секрет», «Мост») опубликованы многочисленные обзоры Пайкова по внутренней и внешней политике Израиля.
Параллельно занимается поэзией. Опубликовал пять стихотворных сборников:
- «Костры моей души» (С-Петербург, 2004).
- «Признание накануне» (С-Петербург, 2004).
- «Ошибка при восхождении» (С-Петербург, 2005).
- «Осенние песни один» (С-Петербург, 2006), Изд-во «АСТ Медиа».
- «Осенние песни два» (С-Петербург, 2007), Изд-во «АСТ Медиа».

Валерий Пайков финалист ряда поэтических конкурсов («Волошинские чтения», Коктебель; «Крещатик», Германия; поэтический портал «Под одним небом», США). Автор проекта и составитель (совместно с издательством «Э.РА», Эвелиной Ракитской и Верой Горт) независимого издания «Год поэзии. Израиль» — издано три выпуска книги (2006, 2007—2008, 2009—2010), куда вошли в общей сложности около 350 авторов поэзии из Израиля, пишущих по-русски. Член Союза русскоязычных писателей Израиля.